# Чюлу-Гіллз (національний парк)
2°36′ пд. ш. 37°51′ сх. д. / 2.6° пд. ш. 37.85° сх. д.
Національний парк Чюлу-Гіллз — гірський масив в окрузі Макуені на південному сході Кенії. Парк представляє вулканічне поле завдовжки 100 км витягнуте у напрямку з північного сходу на південний захід. Висота найвищої вершини — 2188 м.
Печера Левіафан (також відома як печери Кісула) у національному парку Чюлу-Гіллз має завдовжки близько 11 км, одна з найдовших печер Африки. Національний парк є частиною заповідної зони Цаво, яка охоплює Західний національний парк Цаво, Східний національний парк Цаво та ліс Кібвезі.
Головні ворота парку знаходяться в Кібвезі в окрузі Макуені.

## Географія
Чюлу-Гіллз розташовано приблизно за 150 км на схід від Кенійського рифту і складаються з кількох сотень невеликих лавових потоків і конусів. Вулканізм у цьому районі розпочався близько 1.4 мільйонів років тому в північній частині пагорбів, і з часом вулканічна діяльність поширювалася на південний схід. Ці вулкани досі вважаються діючими, оскільки їх останні два виверження (Шайтані та Чайну) відбулися в 1856 році . На пагорбах знаходиться печера Левіафан, одна з найдовших лавових труб у світі. 
Місто Кібвезі розташоване за 30 км на північний схід від пагорбів Чюлу.
На пагорбах Чюлу немає постійних річок, але опади на пагорбах живлять річки Цаво та Галана а також джерела Мзіма на навколишніх рівнинах.
Пагорби Чюлу розділяють рівнини Цаво і Амбоселі. Місцевість населена народами масаї та камба.

## Екологія
Нижні частини пагорбів складаються з луків і чагарників, а вище приблизно на висоті 1800 метрів переважають гірські ліси. У лісі зустрічаються Neoboutonia macrocalyx, фрукти футбольного м'яча, африканська вишня, Strombosia scheffleri, Cassipourea malosana, чорний залізняк і африканський падуб . У деяких ізольованих частинах переважає абіссінський корал . У нижніх частинах лісу переважають ялівець африканський або Commiphora baluensis. 
Ссавці, які зустрічаються на пагорбах, включають східних чорних носорогів, капських буйволів, бушбуків, канн,слонів, кущових свиней, масайських жирафів, леопардів, левів, гірських очеретяників, штейнбоків, антилоп гну та зебр Гранта . Гепарди також зрідка зустрічаються на рівнинах пагорбів Чюлу. Різноманітні змії мешкають на пагорбах, як-от чорна мамба, листкова гадюка та скельний пітон. 
Пагорби  мають велике різноманіття птахів, деякі з них ендемічні. До птахів, що живуть в національному парку, відносяться: франколін Шеллі, малинівка біла, дрізд помаранчевий, папоротник очеретянка коричнева, орлан-ястреб Айреса, африканський вінценосний орел, бойовий орел і шпак Еббота.
На пагорбах росте дикий кат, який збирають місцеві жителі. Навколо пагорбів також вирощують кат. Кат з пагорбів Чюлу відомий як Чуйлу, на відміну від Міраа, який культивується в окрузі Меру.

## Охорона
Національний парк Чулю-Гіллз охоплює східну частину пагорбів і є під управлінням Служби дикої природи Кенії.  Парк утворено в 1983 році. Він утворює північно-західне продовження національного парку Цаво-Вест .  Західний край пагорбів охоплений заповідником West Chyulu Game Conservation, який належить ранчо групи масаїв.
Потенційні загрози для екосистеми включають браконьєрство, надмірне випасання худоби зростаючої популяцією пастухів масаї та дефіцит води.